# Solanum georgicum
Solanum georgicum är en potatisväxtart som beskrevs av Richard Evans Schultes. Solanum georgicum ingår i släktet skattor som ingår i familjen potatisväxter. Inga underarter finns listade i Catalogue of Life.